# Gergovia (slak)
Gergovia is een geslacht van weekdieren uit de klasse van de Gastropoda (slakken).

## Soort
- Gergovia petiti Barros & Lima, 2007